# Clima de las islas Georgias del Sur y Sandwich del Sur

Ubicación de las islas

El clima de las islas Georgias del Sur y Sandwich del Sur es oceánico subpolar y según la clasificación climática de Köppen, de tundra (en Georgia del Sur) y polar (en las Sandwich del Sur).

## Características

### Georgias del Sur

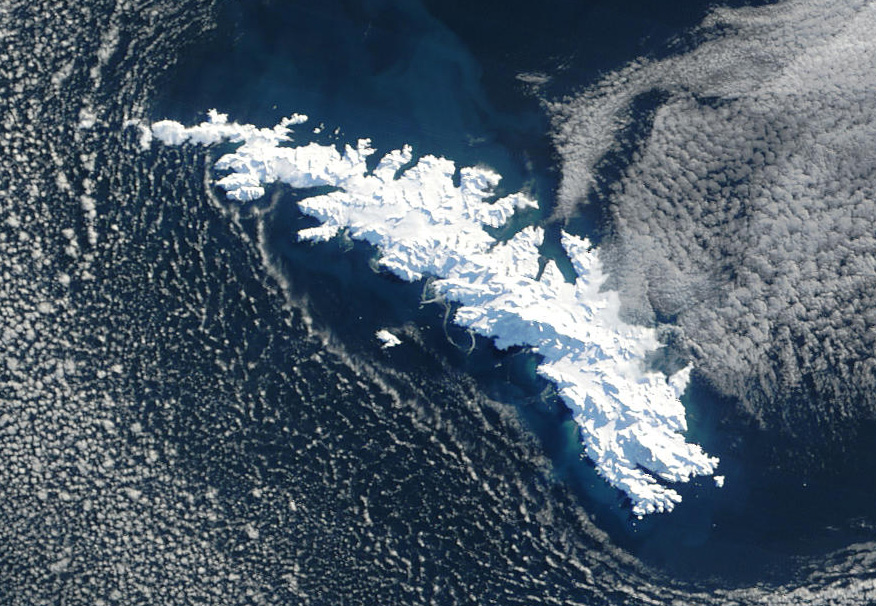
Imagen satelital de la NASA de la isla San Pedro cubierta de nieve

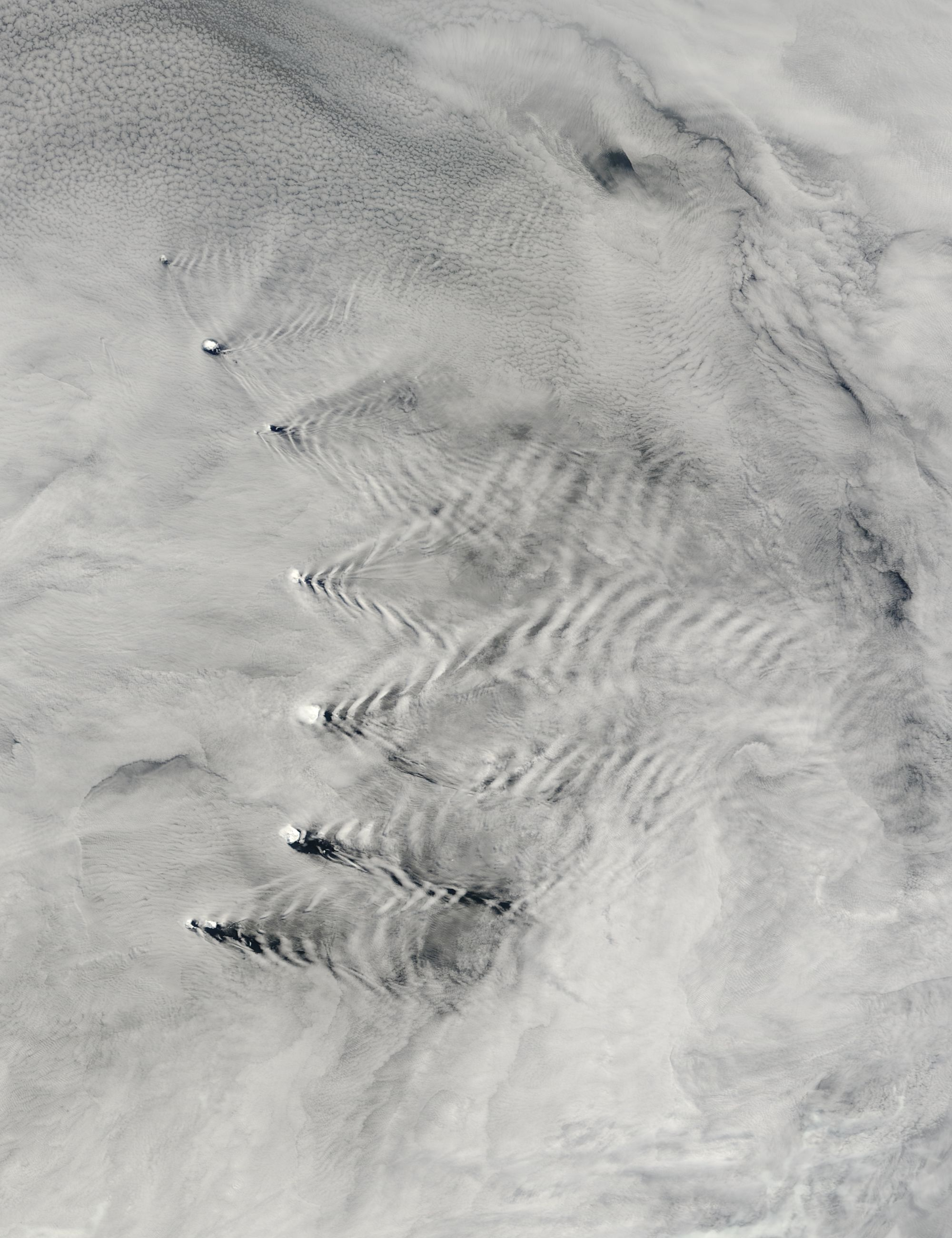
Las islas Sandwich del Sur «conspiran» con las corrientes de aire, formando patrones de ondas en las nubes

En las islas Georgias del Sur, el clima es frío y riguroso, similar al norte de Noruega.
Las temperaturas máximas diarias típicas en la isla San Pedro (o Georgia del Sur) a nivel del mar son alrededor de 0 °C en invierno (agosto) y 8 °C en verano (enero). Las temperaturas mínimas de invierno son típicamente alrededor de -5 °C, y rara vez baja los 10 °C.
En la costa sur batida por el viento, la temperatura es algo más baja y en altura, en el interior, es mucho más rigurosa. El registro máximo en Grytviken es de 28 °C mientras que en la costa de barlovento de la isla Pájaro/Bird (en el extremo noroeste de San Pedro) es de 26 °C. Sin embargo la más baja temperatura registrada en los mismos lugares es de -19 y -12 °C respectivamente.
La precipitación anual en la isla San Pedro es de unos 1500 mm, gran parte cae en forma de aguanieve o nieve, siendo esto posible en cualquier mes, pese a que las temporadas de invierno y verano están bien definidas. Los meses más lluviosos son junio y julio. En el interior, la línea de nieve en verano está a una altitud de unos 300 m s. n. m. La isla está normalmente cubierta con nieve de mayo a octubre. El agua en la costa se suele congelar un poco en invierno.
Debido a las montañas de los alrededores, Grytviken y Punta Coronel Zelaya, en la caleta Vago, en general poseen un clima más seco y más tranquilo que el de la mayor parte de San Pedro. Las temperaturas varían desde -15 °C a 20 °C. Además, se ha registrado un bajo porcentaje de nieblas.
Los vientos del oeste soplan durante todo el año, intercalados con períodos de calma. La velocidad media del viento es de alrededor de la mitad de la de las islas Malvinas. Esto le da a la parte oriental de la isla San Pedro (lado de sotavento) un clima más agradable que el lado occidental, más expuesto. Las condiciones climáticas que prevalecen en general hacen las islas de difícil abordaje por vía marítima, aunque la costa norte de San Pedro tiene varias bahías grandes que proporcionan un buen anclaje.

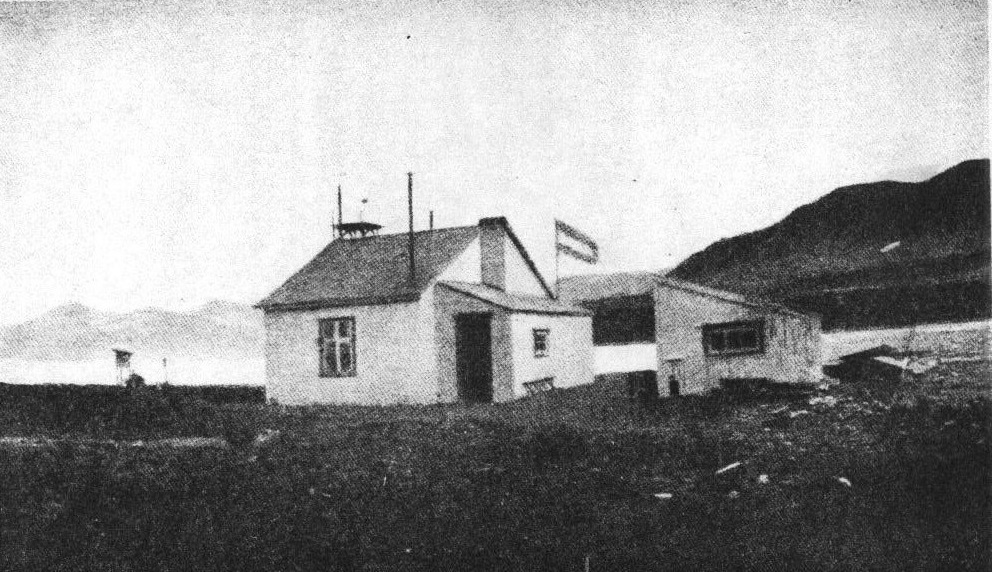
Estación meteorológica argentina, Grytviken, 1923. Fuente: Archivo General de la Nación

Las horas de sol, como sucede con muchas de las islas del Océano Atlántico Sur, es baja, en un máximo de solo 21,5%. Esto equivale a alrededor de 1000 horas de sol al año. La topografía local, sin embargo, también contribuye significativamente a la baja insolación. Un estudio publicado a principios de los años 1960 indicó que los instrumentos de registro del sol quedaron oscurecidos significativamente a lo largo del año y totalmente oscurecidos durante junio. Se estimó que la exposición del sol, sin obstrucciones sería de alrededor de 14% (650 horas) en la isla Pájaro y el 35% en Grytviken (1500 horas). Esto ilustra el efecto que posee la cordillera de San Telmo para romper la cubierta de nubes.
Los vientos de montaña soplan hacia arriba el lado oeste y hacia abajo de la parte oriental de las montañas y llegan a ser mucho más cálidos y secos; esto produce que las condiciones sean más agradables cuando las temperaturas llegan a más de 20 °C en los días de verano. El lado oriental, al ser protegido, provoca en invierno temperaturas mínimas absolutas.
Los mares que rodean Georgia del Sur son fríos durante todo el año debido a la proximidad de la corriente antártica. Por lo general, permanecen libres de hielo en invierno, aunque el hielo fino en bahías protegidas, y los icebergs son comunes. Las temperaturas del mar llegan a 0 °C a finales de agosto y se elevan a alrededor de 4 °C, solo a principios de abril.

### Sandwich del Sur
Las islas Sandwich del Sur son mucho más frías que las Georgias del Sur, y están más expuestas a brotes de frío desde el continente antártico, ya que se encuentran en el perímetro de la convergencia antártica. Las islas en general son brumosas, soportan fuertes vientos provenientes del sudoeste y se encuentran casi totalmente cubiertas por hielos y nieves permanentes. También están rodeadas de hielo marino desde mediados de mayo hasta finales de noviembre (incluso más tiempo en su extremo sur).
Debido a la influencia de la corriente marina del mar de Weddell, las islas son muy frías. Las condiciones climáticas son extremadamente rigurosas, con frecuentes nieblas, y muy pocos días despejados en el verano, ya que son abundantes los días nublados durante todo el año. Las cumbres de las montañas y volcanes suelen quedar ocultas detrás de nubes bajas, y el sol brilla durante muy pocas horas.
Los registros efectuados en la base Corbeta Uruguay determinaron que el porcentaje de días con mal tiempo es del 90%. En cuanto a la temperatura, la media anual registrada es de -4,4 °C, con promedios de 0,5 °C en febrero (mes más caluroso), y de -13,1 °C en julio (mes más frío). Las temperaturas extremas registradas en las islas Tule del Sur han oscilado entre -29,8 y 17,7 °C.
En cuanto a la presión atmosférica, las Sandwich del Sur se hallan en una zona de depresiones atmosféricas.
El refugio Teniente Esquivel se instaló en 1955, siendo habitado por tres personas durante un par de meses debido a una erupción volcánica a principios de 1956. En 1957, el gobierno argentino planeó construir una estación meteorológica para estudiar las características de las islas y sus mares adyacentes. Recién en 1976 se vuelve a habitar la isla, con la Base Corbeta Uruguay, instalándose la estación meteorológica.

## Registros meteorológicos
El Observatorio Meteorológico Argentino de Grytviken funcionó entre 1905 y 1950 registrando los siguientes datos:
| Parámetros climáticos promedio de Grytviken, Georgia del Sur (1905–1950) | Parámetros climáticos promedio de Grytviken, Georgia del Sur (1905–1950) | Parámetros climáticos promedio de Grytviken, Georgia del Sur (1905–1950) | Parámetros climáticos promedio de Grytviken, Georgia del Sur (1905–1950) | Parámetros climáticos promedio de Grytviken, Georgia del Sur (1905–1950) | Parámetros climáticos promedio de Grytviken, Georgia del Sur (1905–1950) | Parámetros climáticos promedio de Grytviken, Georgia del Sur (1905–1950) | Parámetros climáticos promedio de Grytviken, Georgia del Sur (1905–1950) | Parámetros climáticos promedio de Grytviken, Georgia del Sur (1905–1950) | Parámetros climáticos promedio de Grytviken, Georgia del Sur (1905–1950) | Parámetros climáticos promedio de Grytviken, Georgia del Sur (1905–1950) | Parámetros climáticos promedio de Grytviken, Georgia del Sur (1905–1950) | Parámetros climáticos promedio de Grytviken, Georgia del Sur (1905–1950) | Parámetros climáticos promedio de Grytviken, Georgia del Sur (1905–1950) |
| Mes                                                                      | Ene.                                                                     | Feb.                                                                     | Mar.                                                                     | Abr.                                                                     | May.                                                                     | Jun.                                                                     | Jul.                                                                     | Ago.                                                                     | Sep.                                                                     | Oct.                                                                     | Nov.                                                                     | Dic.                                                                     | Anual                                                                    |
| ------------------------------------------------------------------------ | ------------------------------------------------------------------------ | ------------------------------------------------------------------------ | ------------------------------------------------------------------------ | ------------------------------------------------------------------------ | ------------------------------------------------------------------------ | ------------------------------------------------------------------------ | ------------------------------------------------------------------------ | ------------------------------------------------------------------------ | ------------------------------------------------------------------------ | ------------------------------------------------------------------------ | ------------------------------------------------------------------------ | ------------------------------------------------------------------------ | ------------------------------------------------------------------------ |
| Temp. máx. abs. (°C)                                                     | 24.5                                                                     | 26.5                                                                     | 28.8                                                                     | 19.1                                                                     | 17.5                                                                     | 14.0                                                                     | 13.6                                                                     | 13.2                                                                     | 17.0                                                                     | 20.0                                                                     | 22.5                                                                     | 21.5                                                                     | 28.8                                                                     |
| Temp. máx. media (°C)                                                    | 8.5                                                                      | 9.2                                                                      | 8.4                                                                      | 5.7                                                                      | 2.9                                                                      | 0.9                                                                      | 1.3                                                                      | 1.5                                                                      | 3.6                                                                      | 5.4                                                                      | 6.6                                                                      | 7.7                                                                      | 5.2                                                                      |
| Temp. media (°C)                                                         | 4.5                                                                      | 5.1                                                                      | 4.4                                                                      | 2.6                                                                      | 0.3                                                                      | -1.7                                                                     | -1.5                                                                     | -2.0                                                                     | -0.3                                                                     | 1.4                                                                      | 2.8                                                                      | 3.6                                                                      | 1.6                                                                      |
| Temp. mín. media (°C)                                                    | 1.5                                                                      | 1.7                                                                      | 1.0                                                                      | −0.7                                                                     | −3.1                                                                     | −4.5                                                                     | −4.6                                                                     | −4.9                                                                     | −3.2                                                                     | −1.9                                                                     | −0.4                                                                     | 0.5                                                                      | -1.6                                                                     |
| Temp. mín. abs. (°C)                                                     | −4.1                                                                     | −3.7                                                                     | −6.3                                                                     | −9.8                                                                     | −11.4                                                                    | −14.6                                                                    | −15.2                                                                    | −19.2                                                                    | −18.4                                                                    | −11.0                                                                    | −6.4                                                                     | −5.4                                                                     | −19.2                                                                    |
| Precipitación total (mm)                                                 | 88.8                                                                     | 113.5                                                                    | 129.5                                                                    | 130.6                                                                    | 142.9                                                                    | 124.8                                                                    | 143.7                                                                    | 128.3                                                                    | 94.3                                                                     | 67.9                                                                     | 90.2                                                                     | 86.2                                                                     | 1340.7                                                                   |
| Días de precipitaciones (≥ 1 mm)                                         | 12                                                                       | 13                                                                       | 14                                                                       | 14                                                                       | 12                                                                       | 15                                                                       | 15                                                                       | 14                                                                       | 11                                                                       | 12                                                                       | 11                                                                       | 11                                                                       | 154                                                                      |
| Horas de sol                                                             | 152                                                                      | 160                                                                      | 127                                                                      | 66                                                                       | 34                                                                       | 12                                                                       | 22                                                                       | 74                                                                       | 123                                                                      | 171                                                                      | 174                                                                      | 167                                                                      | 1282                                                                     |
| Humedad relativa (%)                                                     | 76                                                                       | 75                                                                       | 75                                                                       | 76                                                                       | 75                                                                       | 78                                                                       | 76                                                                       | 76                                                                       | 75                                                                       | 73                                                                       | 72                                                                       | 76                                                                       | 75.3                                                                     |
| Fuente n.º 1: Servicio Meteorológico Nacional (Argentina)                |                                                                          |                                                                          |                                                                          |                                                                          |                                                                          |                                                                          |                                                                          |                                                                          |                                                                          |                                                                          |                                                                          |                                                                          |                                                                          |
| Fuente n.º 2: Instituto Meteorológico de Dinamarca (DMI)                 |                                                                          |                                                                          |                                                                          |                                                                          |                                                                          |                                                                          |                                                                          |                                                                          |                                                                          |                                                                          |                                                                          |                                                                          |                                                                          |

Por su parte, la Estación de Investigación de la Isla Bird registró los siguientes datos:
| Parámetros climáticos promedio de Estación de la Isla Pájaro/Bird, Georgia del Sur (1961–1990) | Parámetros climáticos promedio de Estación de la Isla Pájaro/Bird, Georgia del Sur (1961–1990) | Parámetros climáticos promedio de Estación de la Isla Pájaro/Bird, Georgia del Sur (1961–1990) | Parámetros climáticos promedio de Estación de la Isla Pájaro/Bird, Georgia del Sur (1961–1990) | Parámetros climáticos promedio de Estación de la Isla Pájaro/Bird, Georgia del Sur (1961–1990) | Parámetros climáticos promedio de Estación de la Isla Pájaro/Bird, Georgia del Sur (1961–1990) | Parámetros climáticos promedio de Estación de la Isla Pájaro/Bird, Georgia del Sur (1961–1990) | Parámetros climáticos promedio de Estación de la Isla Pájaro/Bird, Georgia del Sur (1961–1990) | Parámetros climáticos promedio de Estación de la Isla Pájaro/Bird, Georgia del Sur (1961–1990) | Parámetros climáticos promedio de Estación de la Isla Pájaro/Bird, Georgia del Sur (1961–1990) | Parámetros climáticos promedio de Estación de la Isla Pájaro/Bird, Georgia del Sur (1961–1990) | Parámetros climáticos promedio de Estación de la Isla Pájaro/Bird, Georgia del Sur (1961–1990) | Parámetros climáticos promedio de Estación de la Isla Pájaro/Bird, Georgia del Sur (1961–1990) | Parámetros climáticos promedio de Estación de la Isla Pájaro/Bird, Georgia del Sur (1961–1990) |
| Mes                                                                                            | Ene.                                                                                           | Feb.                                                                                           | Mar.                                                                                           | Abr.                                                                                           | May.                                                                                           | Jun.                                                                                           | Jul.                                                                                           | Ago.                                                                                           | Sep.                                                                                           | Oct.                                                                                           | Nov.                                                                                           | Dic.                                                                                           | Anual                                                                                          |
| ---------------------------------------------------------------------------------------------- | ---------------------------------------------------------------------------------------------- | ---------------------------------------------------------------------------------------------- | ---------------------------------------------------------------------------------------------- | ---------------------------------------------------------------------------------------------- | ---------------------------------------------------------------------------------------------- | ---------------------------------------------------------------------------------------------- | ---------------------------------------------------------------------------------------------- | ---------------------------------------------------------------------------------------------- | ---------------------------------------------------------------------------------------------- | ---------------------------------------------------------------------------------------------- | ---------------------------------------------------------------------------------------------- | ---------------------------------------------------------------------------------------------- | ---------------------------------------------------------------------------------------------- |
| Temp. máx. media (°C)                                                                          | 5.5                                                                                            | 5.6                                                                                            | 4.4                                                                                            | 1.9                                                                                            | −0.5                                                                                           | −1.8                                                                                           | −2.4                                                                                           | −1.9                                                                                           | −0.2                                                                                           | 1.6                                                                                            | 3.4                                                                                            | 4.5                                                                                            | 1.7                                                                                            |
| Temp. media (°C)                                                                               | 3.1                                                                                            | 3.5                                                                                            | 2.5                                                                                            | 0.4                                                                                            | -2.1                                                                                           | -3.2                                                                                           | -3.9                                                                                           | -3.3                                                                                           | -1.8                                                                                           | -0.2                                                                                           | 1.0                                                                                            | 2.0                                                                                            | -0.2                                                                                           |
| Temp. mín. media (°C)                                                                          | 0.7                                                                                            | 1.4                                                                                            | 0.6                                                                                            | −1.0                                                                                           | −3.8                                                                                           | −4.6                                                                                           | −5.4                                                                                           | −4.8                                                                                           | −3.4                                                                                           | −1.9                                                                                           | −1.5                                                                                           | −0.6                                                                                           | -2                                                                                             |
| Precipitación total (mm)                                                                       | 84                                                                                             | 80                                                                                             | 95                                                                                             | 123                                                                                            | 108                                                                                            | 108                                                                                            | 120                                                                                            | 114                                                                                            | 107                                                                                            | 98                                                                                             | 88                                                                                             | 77                                                                                             | 1204                                                                                           |
| Días de precipitaciones (≥ 1 mm)                                                               | 25                                                                                             | 19                                                                                             | 20                                                                                             | 19                                                                                             | 19                                                                                             | 19                                                                                             | 19                                                                                             | 17                                                                                             | 17                                                                                             | 20                                                                                             | 23                                                                                             | 25                                                                                             | 242                                                                                            |
| Fuente: Climatic Research Unit, Universidad de Anglia del Este                                 |                                                                                                |                                                                                                |                                                                                                |                                                                                                |                                                                                                |                                                                                                |                                                                                                |                                                                                                |                                                                                                |                                                                                                |                                                                                                |                                                                                                |                                                                                                |

La Base Corbeta Uruguay de Argentina en la isla Thule/Morrell, del archipiélago volcánico deshabitado de las Sandwich del Sur, registró durante su funcionamiento los siguientes datos:
| Parámetros climáticos promedio de Base Corbeta Uruguay, Islas Sandwich del Sur (1979-1982) | Parámetros climáticos promedio de Base Corbeta Uruguay, Islas Sandwich del Sur (1979-1982) | Parámetros climáticos promedio de Base Corbeta Uruguay, Islas Sandwich del Sur (1979-1982) | Parámetros climáticos promedio de Base Corbeta Uruguay, Islas Sandwich del Sur (1979-1982) | Parámetros climáticos promedio de Base Corbeta Uruguay, Islas Sandwich del Sur (1979-1982) | Parámetros climáticos promedio de Base Corbeta Uruguay, Islas Sandwich del Sur (1979-1982) | Parámetros climáticos promedio de Base Corbeta Uruguay, Islas Sandwich del Sur (1979-1982) | Parámetros climáticos promedio de Base Corbeta Uruguay, Islas Sandwich del Sur (1979-1982) | Parámetros climáticos promedio de Base Corbeta Uruguay, Islas Sandwich del Sur (1979-1982) | Parámetros climáticos promedio de Base Corbeta Uruguay, Islas Sandwich del Sur (1979-1982) | Parámetros climáticos promedio de Base Corbeta Uruguay, Islas Sandwich del Sur (1979-1982) | Parámetros climáticos promedio de Base Corbeta Uruguay, Islas Sandwich del Sur (1979-1982) | Parámetros climáticos promedio de Base Corbeta Uruguay, Islas Sandwich del Sur (1979-1982) | Parámetros climáticos promedio de Base Corbeta Uruguay, Islas Sandwich del Sur (1979-1982) |
| Mes                                                                                        | Ene.                                                                                       | Feb.                                                                                       | Mar.                                                                                       | Abr.                                                                                       | May.                                                                                       | Jun.                                                                                       | Jul.                                                                                       | Ago.                                                                                       | Sep.                                                                                       | Oct.                                                                                       | Nov.                                                                                       | Dic.                                                                                       | Anual                                                                                      |
| ------------------------------------------------------------------------------------------ | ------------------------------------------------------------------------------------------ | ------------------------------------------------------------------------------------------ | ------------------------------------------------------------------------------------------ | ------------------------------------------------------------------------------------------ | ------------------------------------------------------------------------------------------ | ------------------------------------------------------------------------------------------ | ------------------------------------------------------------------------------------------ | ------------------------------------------------------------------------------------------ | ------------------------------------------------------------------------------------------ | ------------------------------------------------------------------------------------------ | ------------------------------------------------------------------------------------------ | ------------------------------------------------------------------------------------------ | ------------------------------------------------------------------------------------------ |
| Temp. media (°C)                                                                           | 0.3                                                                                        | 0.5                                                                                        | 0.1                                                                                        | -1.8                                                                                       | -6.0                                                                                       | -9.9                                                                                       | -13.1                                                                                      | -9.1                                                                                       | -7.5                                                                                       | -4.1                                                                                       | -2.1                                                                                       | -0.6                                                                                       | -4.4                                                                                       |
| Humedad relativa (%)                                                                       | 74                                                                                         | 73                                                                                         | 77                                                                                         | 83                                                                                         | 87                                                                                         | 92                                                                                         | 89                                                                                         | 89                                                                                         | 88                                                                                         | 84                                                                                         | 79                                                                                         | 77                                                                                         | 82.7                                                                                       |
| Fuente: Servicio Meteorológico Nacional (Argentina)                                        |                                                                                            |                                                                                            |                                                                                            |                                                                                            |                                                                                            |                                                                                            |                                                                                            |                                                                                            |                                                                                            |                                                                                            |                                                                                            |                                                                                            |                                                                                            |

Desde 1995, el Servicio Meteorológico de Sudáfrica (South African Weather Bureau), con permiso británico, mantiene dos estaciones meteorológicas automáticas en las islas Zavodovski y Thule/Morrell. La estación meteorológica en esta última isla dispone de una boya meteorológica unida a los restos de la antigua base argentina destruida en 1982. Fue instalada en enero de 2006, siendo transportada en el barco SA Agulhas. Se ubica a 18 m s. n. m. y su código en el sistema Argos con el que está conectada es 88986. La estación dejó de realizar observaciones en agosto de 2013. La estación de la isla Zavodovski fue colocada por el buque SA Agulhas, que realizó diversas visitas posteriormente. Su código en el sistema Argos con el que estaba conectada era 88981. La estación dejó de realizar observaciones.